# Perilitus emmae
Perilitus emmae är en stekelart som först beskrevs av Vittorio Luigi Delucchi 1952.  Perilitus emmae ingår i släktet Perilitus och familjen bracksteklar. Inga underarter finns listade i Catalogue of Life.